# Социальное предпринимательство в Словении

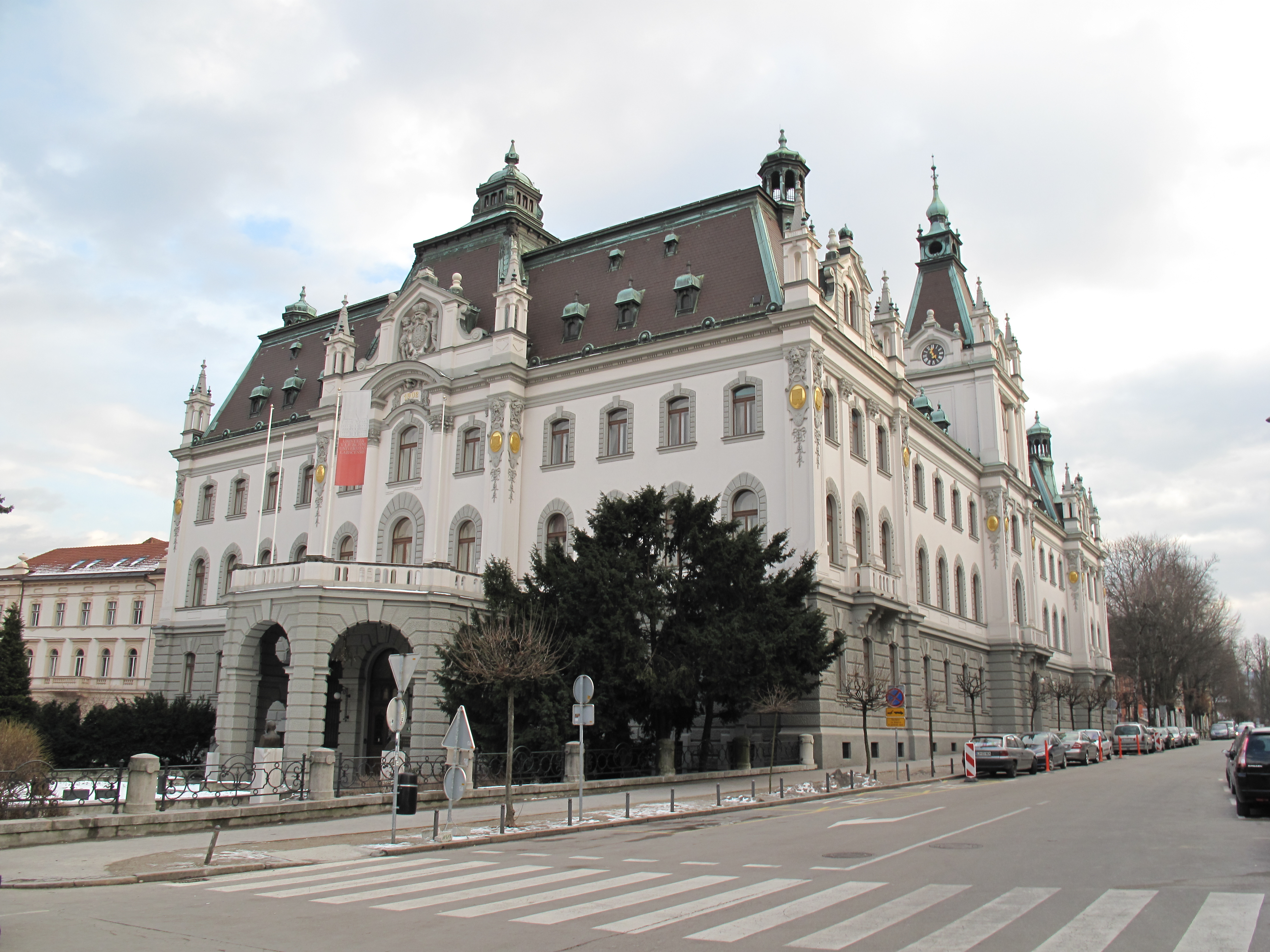
В Люблянском университете с 2014 года действует Центр социального предпринимательства

Социальное предпринимательство в Словении (принято сокращение so.p.) фокусируется в основном на проблемах экологии, общественного здоровья и ухода за пожилыми людьми. Также в стране развивается этический банкинг. До 2015 года за развитие социального предпринимательства отвечало Министерство труда, семьи, социальных вопросов и равных возможностей. А в январе 2015 года многие функции перешли к Министерству экономического развития и технологий.

## Становление социального предпринимательства в Словении
По мнению исследователей Европейской комиссии, предпосылки социального предпринимательства в Словении появились ещё в XIV веке. Уже первые словенские ремёсленные объединения специалисты относят к ранним некоммерческим организациям, использовавшим в своей деятельности инновационный подход. Дальнейшее развитие третьего сектора связывают с социалистическим периодом. В 1980 годах на территории Словении были популярны экологические движения, феминистские организации и организации по вопросам прав человека. В 1991 году Словения стала отдельным государством, что послужило очередным витком развития социальной сферы и предпринимательства.
Премьер-министр Словении Мирослав Церар также связывает социальное предпринимательство с историческим прошлым:

… это традиция, коллективная ментальность, которая может быть социально-ориентированной, направленной на солидарность и трудолюбие… Нам нужно только пробуждать в себе это, снова и снова .— Мирослав Церар
В 2011 году в Словении был принят Закон о социальном предпринимательстве. В нём были прописаны возможности для финансирования предприятий, создания бизнес-инкубаторов. Закон предусматривал определённое софинансирование расходов на заработную плату, возмещение взносов на медицинское, социальное и пенсионное страхование, субсидии на обучение и повышение квалификации, консультирование. Документом закреплено, что в первый год существования на социальном предприятии должен постоянно работать хотя бы один человек. Распределение прибыли запрещается, доходы идут на заработную плату, а излишек реинвестируется в деятельность предприятия. Сотрудники такого предприятия должны подбираться из числа инвалидов, людей, получивших ограничения в трудовой деятельности из-за психических и других особенностей, длительно безработных, граждан старше 55 лет, людей без начального или среднего образования, а также, это прописано отдельной строкой, безработных цыган.
В том же году прошёл первый в стране форум социальных предпринимателей. Однако в последующие несколько лет социальное предпринимательство развивалось с большими трудностями, поскольку продолжались споры о самом термине. Одни настаивали на том, что социальные предприятия не должны приносить прибыль, другие относили к этой категории только кооперативы. Правила мониторинга функционирования социальных предприятий были опубликованы в 2013 году. Тогда же специальная комиссия выработала стратегию развития социального предпринимательства до 2016 года.
Люблянский университет в 2014 году стал инициатором создания Центра социального предпринимательства при факультете социальных вопросов.

## Государственные инициативы 2015 года

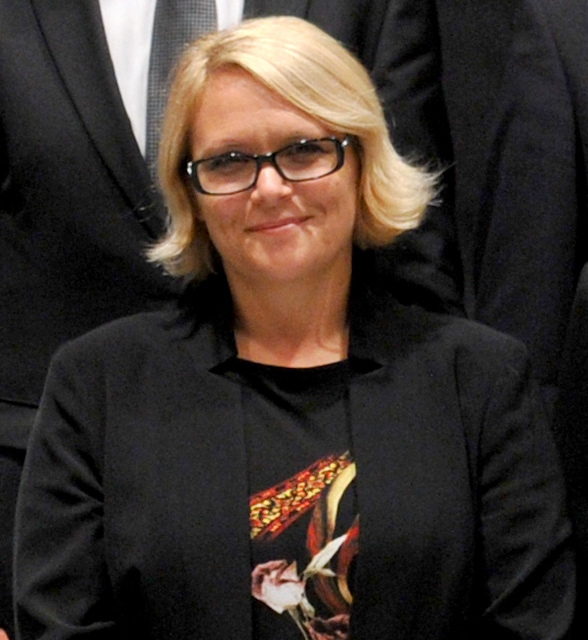
Аня Копач Мрак, министр труда, семьи, социальных вопросов и равных возможностей

В 2015 году правительство Словении приступило к реализации нового проекта по содействию развитию социального предпринимательства, кооперативов, творческого производства и экономической демократии. Для поднятия уровня социальной экономики в государственном бюджете были предусмотрены 12,7 миллионов евро, а также дополнительные ресурсы по программам Евросоюза. Проект предусматривает постепенное увеличение занятых в социальной сфере людей, с 0,7 % до 6,5 % в разрезе всех рабочих мест, а также поддержку социальных инноваций, которые лежат вне плоскости социального предпринимательства (речь идёт, например, об исследованиях возможности интеграции уязвимых групп). При этом контроль над выполнением программы развития социального предпринимательства возложен на Министерство экономического развития и технологий, а не на Министерство труда, семьи, социальных вопросов и равных возможностей, как это было ранее при реализации общих положений Закона «О социальном предпринимательстве». По мнению ряда экспертов, это позволит улучшить предпринимательскую составляющую организаций, работающих в социальной сфере. Также группу по реализации проекта возглавляет Тадеуш Слапник, государственный секретарь канцелярии премьер-министра Словении.

## НКО и социальное предпринимательство
По состоянию на 2015 год, в Словении есть три основные формы некоммерческих организаций: общества, институты и фонды. Также есть две специфические формы: гуманитарные организации и организации для инвалидов. Некоторые из них вовлечены в экономическую деятельность и относятся к социальным предприятиям. В совокупности, коммерческая деятельность таких организаций развивается медленно. В 1996 году доля доходов НКО в структуре ВВП страны составляла 1,92 %, в 2008 — 1,99 %. Основную прибыль НКО получают от продажи товаров и услуг (44 % генерируемого дохода). Ещё 29 % средств организации получают за счёт пожертвований и 27 % — за счёт государственных вливаний. До 2015 года поддержку таким компаниям оказывали несколько фондов, ориентированных на поддержку социальной сферы. Вклад в их рост со стороны государства был относительно слабым.

## Практика
Ассоциация MOZAIK много лет занимается в Словении трудовой интеграцией социально-уязвимых групп населения. Члены ассоциации развивают органическое земледелие, экологический туризм, традиционное строительство. В структуру предприятия входят экоферма Korenika в общине Шаловцы в Помурском регионе, где люди могут работать и одновременно обучаться, жилое поселение в общине Пуцонцы и приют для бездомных в Мурска-Соботе.